# Levanger
Levanger je grad i središte istoimene općine u norveškoj županiji Nord-Trøndelag. 

## Zemljopis
Grad se nalazi u središnjoj Norveškoj na južnoj strani fjorda Trondheimsfjorden.

## Stanovništvo
Prema podacima o broju stanovnika iz 2010. godine u gradu živi 18.355 stanovnika.

## Vanjske poveznice
- Službene stranice općine

### Ostali projekti
|  | Zajednički poslužitelj ima još gradiva o temi Levanger |